# Janin Ullmann

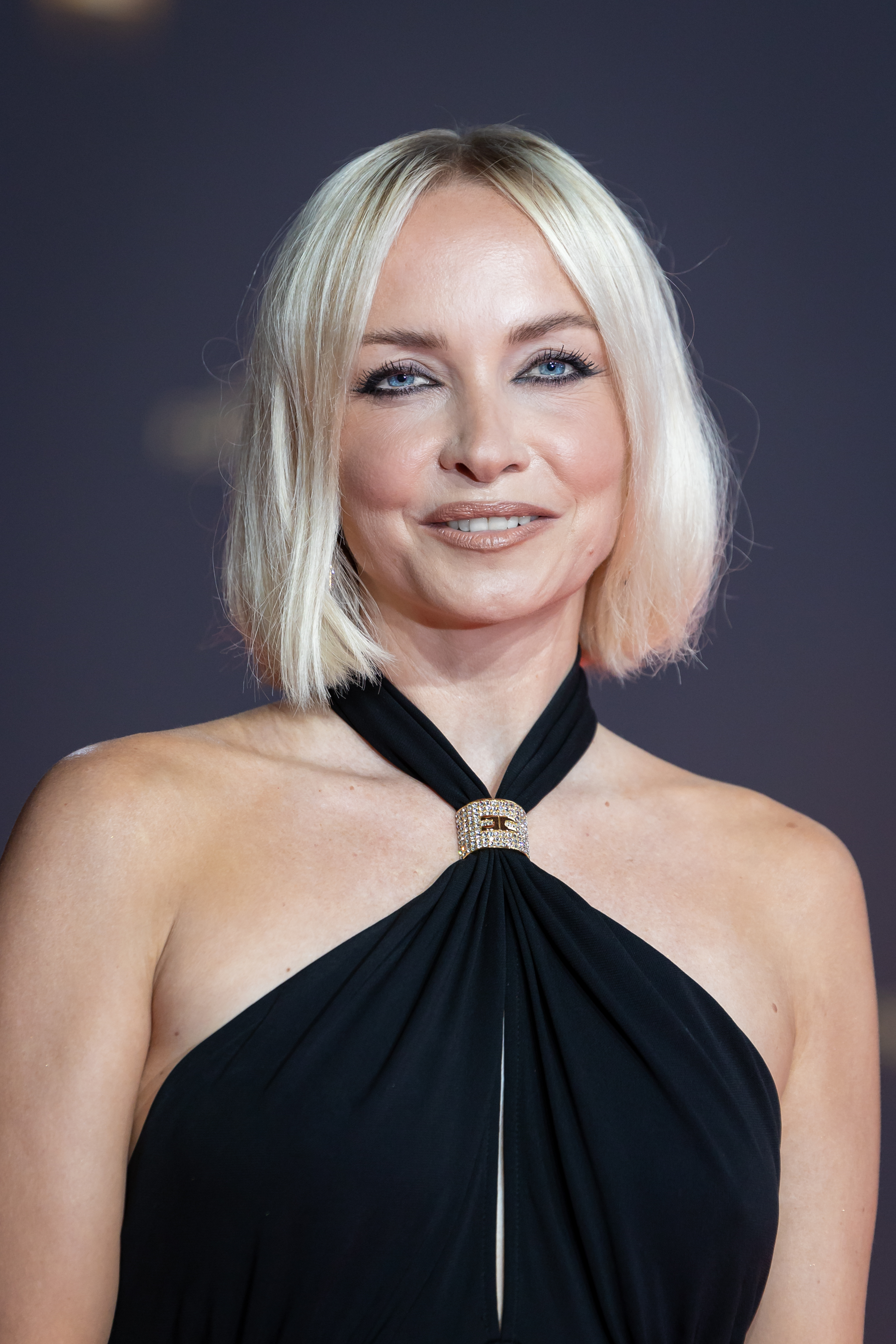
Janin Ullmann (2024)

Janin Ullmann, geb. Reinhardt (* 14. November 1981 in Erfurt) ist eine deutsche Fernsehmoderatorin, Schauspielerin und Synchronsprecherin. Bekannt wurde sie als Moderatorin beim Musiksender VIVA. Der Durchbruch als Schauspielerin gelang ihr 2006 in der Doppelrolle als Lotta und Alex in der ProSieben-Telenovela Lotta in Love.

## Leben
Ullmann wuchs mit ihrer alleinerziehenden Mutter und ihrer älteren Schwester in Erfurt auf. In ihrer Jugend erhielt sie eine klassische Ballettausbildung und war Tanzmariechen im Erfurter Karnevalsverein AKC Erfordia.
2008 gründete Ullmann mit ihrer Schauspielkollegin Alissa Jung die Hilfsorganisation Schulen für Haiti und setzt sich für die Schulbildung auf der Karibikinsel ein.
Ullmann war ab 2008 mit ihrem Schauspielkollegen Kostja Ullmann liiert und ab Juli 2016 mit ihm verheiratet. Im Dezember 2018 gab das Paar die Trennung bekannt.

## Karriere

### Moderationen

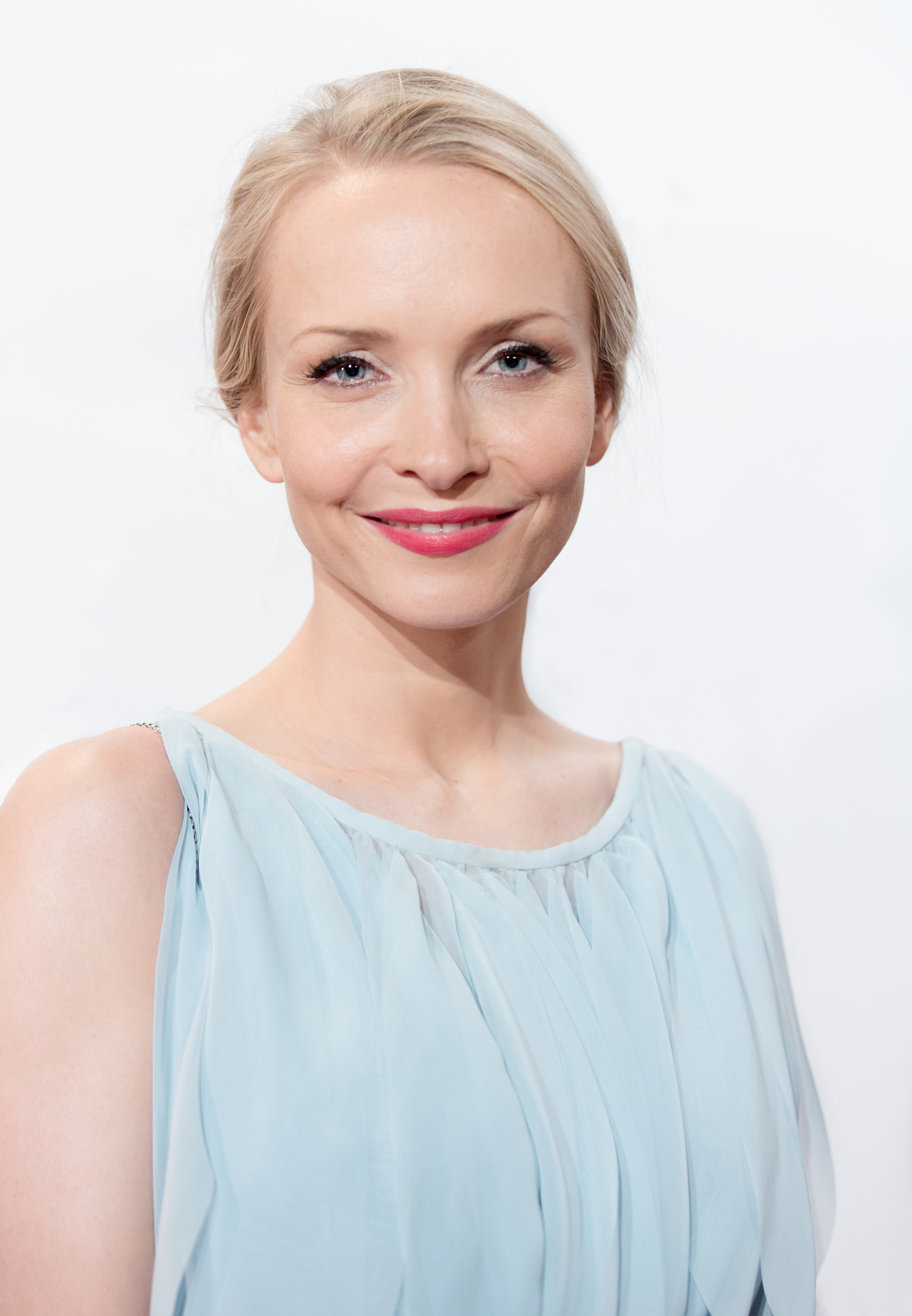
Janin Ullmann (2016)

Nach dem Abitur nahm Ullmann an einem Moderatoren-Casting für VIVA teil, wurde aus 3000 Teilnehmerinnen ausgewählt und setzte sich schließlich gegen eine Auswahl von 25 Frauen bei einem Lehrgang-Wochenende in Köln und in einer Live-Abstimmung innerhalb der VIVA-Sendung Interaktiv durch. Nach einer Woche Co-Moderation bei der Sendung Interaktiv (28. August bis 1. September 2000) entschied sich VIVA, sie aufgrund der überwiegend positiven Zuschauer-Resonanz unter Vertrag zu nehmen.
Von Januar 2002 bis September 2005 moderierte Ullmann bei VIVA das wöchentliche Lifestyle- und Mode-Magazin Inside sowie das Kino-Magazin Film ab. 2005 moderierte sie kurzzeitig zusammen mit Klaas Heufer-Umlauf und Gülcan Kamps die interaktive VIVA-Live-Show 17.
Daneben hatte Ullmann zahlreiche weitere Engagements als Moderatorin, z. B. bei Star Search – das Magazin, Top of the Pops und der Bravo Super Show. 2006 moderierte sie gemeinsam mit Stefan Raab den zweiten Bundesvision Songcontest.
2011 war Ullmann als Backstage-Moderatorin bei der zweiten Staffel der Castingshow X Factor aktiv. Ab Juni 2012 moderierte sie im Wechsel mit Markus Schultze die deutsche Ausgabe von PopXport – Das Deutsche Musikmagazin bei DW-TV bzw. DW, dem Auslandsfernsehen von Deutsche Welle.
Nach einem journalistischen Volontariat beim Norddeutschen Rundfunk im Jahr 2012 ist Ullmann verstärkt für diesen Sender tätig. So moderierte sie von 2014 bis 2021 die Sendung Lieb & Teuer und ist im Moderatorenteam von extra 3. 2015 moderierte sie extra 3 spezial: Der reale Irrsinn XXL. Außerdem moderiert sie Programmblöcke bei tagesschau24. 2014 und 2015 moderierte sie aus dem Green Room des deutschen Vorentscheids zum Eurovision Song Contest. Das Format Bilder von dir – das sie gemeinsam mit dem Norddeutschen Rundfunk entwickelte – wurde für den Grimme-Preis 2016 nominiert.
Von Februar 2018 bis zum Ende der Show 2020 moderierte Ullmann die Erfindershow Das Ding des Jahres auf ProSieben. Im Oktober 2022 moderierte sie die RTL-Show 35 Jahre Dirty Dancing – Die große Geburtstagsparty. Von 2022 bis 2025 moderierte sie auf RTL+ die Reality-Show Make Love, Fake Love. 2023 führte sie durch die VOX-Musikshow Song Clash.
Im Mai 2025 wurde bekannt, dass Ullmann die Moderation der Formate Temptation Island und Temptation Island VIP übernimmt und damit Lola Weippert ablöst.

### Film und Fernsehen
Bereits während ihrer Zeit bei VIVA übernahm Ullmann sporadisch Rollen in einigen Film- und Fernsehproduktionen, insbesondere ab 2003 auf ProSieben in der Fernsehserie Was nicht passt, wird passend gemacht, und Kinokurzfilmen, wie Mittsommer (2005) von der internationalen filmschule köln. Ihren ersten Auftritt in einem Kinofilm hatte sie 2006 als Lara in dem Episodenfilm Die Österreichische Methode. Später folgten Kinoproduktionen wie Oskar Roehlers Lulu & Jimi (2009), Torsten Wackers Kein Sex ist auch keine Lösung (2011) und Til Schweigers Honig im Kopf (2014).
Der Durchbruch als Schauspielerin gelang Ullmann mit der Doppelrolle als Lotta und Alex in der ProSieben-Telenovela Lotta in Love, die vom 27. März bis zum August 2006 ausgestrahlt wurde. Die in der Serie von Alex und Lotta dargebotenen Songs sang sie selbst ein.
2006 und 2007 war Ullmann zweimal in der ProSieben Märchenstunde zu sehen, einmal neben Oliver Wnuk in der Titelrolle der Folge Rapunzel oder Mord ist Ihr Hobby, und ein zweites Mal an der Seite von Gudrun Landgrebe und Axel Stein als Gretel in der Episode Hänsel und Gretel – Ein Fall für die Supergranny. 2008 und 2011 übernahm sie in den Sat.1-Fernsehproduktionen Die Bienen – Tödliche Bedrohung und Flaschendrehen die weibliche Hauptrolle. 2014 war sie in einer Nebenrolle in Peter Gersinas Filmkomödie Warum ich meinen Boss entführte zu sehen.
Ullmann betätigt sich neben ihren Arbeiten vor der Kamera auch als Synchronsprecherin. In dem Animationsfilm Ooops! 2 - Land in Sicht synchronisierte sie 2020 neben Christian Ulmen und Tim Mälzer eine weibliche Nebenrolle.
Im November 2016 vertrat Ullmann bei der ProSieben-Tanzshow Deutschland tanzt das Bundesland Thüringen und belegte den siebten Platz. Von Februar bis Mai 2022 nahm sie gemeinsam mit ihrem Tanzpartner Zsolt Sándor Cseke an der 15. Staffel der RTL-Tanzshow Let’s Dance teil und belegte den zweiten Platz. Seit 2019 war sie mehrfach Kandidatin in der TV-Sendung Joko & Klaas gegen ProSieben. Im März 2023 war sie Kandidatin bei Schlag den Star und besiegte ihre Konkurrentin Jeanette Biedermann mit 70:21 Punkten. 2025 nahm sie bei Die Verräter – Vertraue Niemandem! teil.

## Moderationen
- 2001–2003: Interaktiv (VIVA)
- 2002–2005: Inside (VIVA)
- 2002–2005: Film ab (VIVA)
- 2003: Bravo Super Show 2003 (VIVA)
- 2005: 17 (VIVA)
- 2006: Bundesvision Song Contest 2006 (ProSieben)
- 2011: X Factor (VOX, Backstage-Moderation)
- 2012–2016: PopXport – Das Deutsche Musikmagazin (DW-TV)
- 2013: ECHO Jazz (NDR)
- 2013: Unser Song für Malmö (NDR)
- 2014–2015: extra 3 (NDR)
- 2014–2021: Lieb & Teuer (NDR)
- 2014: Unser Song für Dänemark (NDR)
- 2015: Der reale Irrsinn XXL (NDR)
- 2015: Unser Song für Österreich (NDR)
- 2015: Bilder von Dir (NDR)
- 2016–2020: NDR Kultur – Das Journal (NDR)
- 2017–2019: red.STYLE (sixx)
- 2017–2018: Boom my Room (sixx)
- 2018: Auf uns! – Wir feiern die Frauen! (sixx)
- 2018–2019: Die Besten (ProSieben)
- 2018: Auf euch! – Wir feiern die Männer (sixx)
- 2018–2020: Das Ding des Jahres (ProSieben)
- 2018: Time Battle – Kämpf um deine Zeit (ProSieben)
- 2019: Der 3satLänder-Roast (3sat)
- 2021: Wie lange ist für immer? (ZDFneo)
- 2021: Helene Fischer. 15 Jahre im Rausch des Erfolgs (VOX)
- 2022: 35 Jahre Dirty Dancing – Die große Geburtstagsparty (RTL)
- 2022–2025: Make Love, Fake Love (RTL+)
- 2023: Song Clash (VOX)
- 2024: Blamieren oder Kassieren bei Schlag den Star (ProSieben, Gastmoderation)
- 2025: Du gewinnst hier nicht die Million bei Stefan Raab (RTL, Gastmoderation)
- seit 2025: Temptation Island – Versuchung im Paradies, Temptation Island VIP (RTL+)
- ab 2025: Gala (RTL)

## Filmografie
- 2003: Bernds Hexe (Fernsehserie, Folge Der vertauschte Bernd)
- 2003–2007: Was nicht passt, wird passend gemacht (Fernsehserie, 12 Folgen)
- 2005: SK Kölsch (Fernsehserie, Folge Jeder gegen jeden)
- 2006: Paare (Fernsehserie)
- 2006: Verliebt in Berlin (Fernsehserie)
- 2006: Mittsommer (Kurzfilm)
- 2006, 2007: Die Märchenstunde (Fernsehserie, 2 Folgen)
- 2006: Lotta in Love (Fernsehserie, 130 Folgen)
- 2006: Die Österreichische Methode (Kino)
- 2008: Inga Lindström: Hochzeit in Hardingsholm (Fernsehreihe)
- 2008: Die Bienen – Tödliche Bedrohung
- 2008: Ein Fall für zwei (Fernsehserie, Folge Falsche Fährte)
- 2009: Lulu & Jimi (Kino)
- 2009: Küstenwache (Fernsehserie, Folge Blackout)
- 2010: SOKO Köln (Fernsehserie, Folge Am seidenen Faden)
- 2010: Dr. Chauvi (Fernsehserie)
- 2010: Spezialeinsatz (Fernsehserie)
- 2010: Ein Leben auf Probe
- 2011: Flaschendrehen
- 2011: Kein Sex ist auch keine Lösung (Kino)
- 2012: Nachtschicht – Geld regiert die Welt (Fernsehreihe)
- 2014: Warum ich meinen Boss entführte
- 2014: Honig im Kopf (Kino)